# Zamek w Przecławiu
Zamek w Przecławiu – zamek (przez niektórych historyków uważany za pałac) znajdujący się w mieście Przecław w województwie podkarpackim przy ulicy Podzamcze, pod numerem 8.
Położony jest nad Wisłoką. Zbudowany przez Ligęzów około połowy XV wieku. W XVII wieku krótko w rękach Tarnowskich. Zniszczony przez Szwedów w czasie tzw. potopu szwedzkiego. Od 1658 roku własnością wojewody lubelskiego Władysława Reya (prawnuka Mikołaja Reya z Nagłowic) i jego potomków. Przebudowany w XIX wieku w stylu neogotyckim. Po wojnie czerwonoarmiści spalili tutejszy liczący kilka wieków księgozbiór w dwu ogniskach.
Spłonął w 1967 roku. Zachowały się detale architektury renesansowej i neogotyckiej, dwupiętrowa wieża i oficyny. Gruntownie wyremontowany w latach 1975-1988. W odbudowę zaangażowany był prof. Wiktor Zin oraz inni naukowcy. Koszty remontu pokryły m.in. Polskie Zakłady Lotnicze w Mielcu. W 2005 roku zamek został zakupiony przez Dorotę i Andrzeja Tyszkiewiczów, którzy przeprowadzili prace modernizacyjne. Użytkowany jako hotel i restauracja.

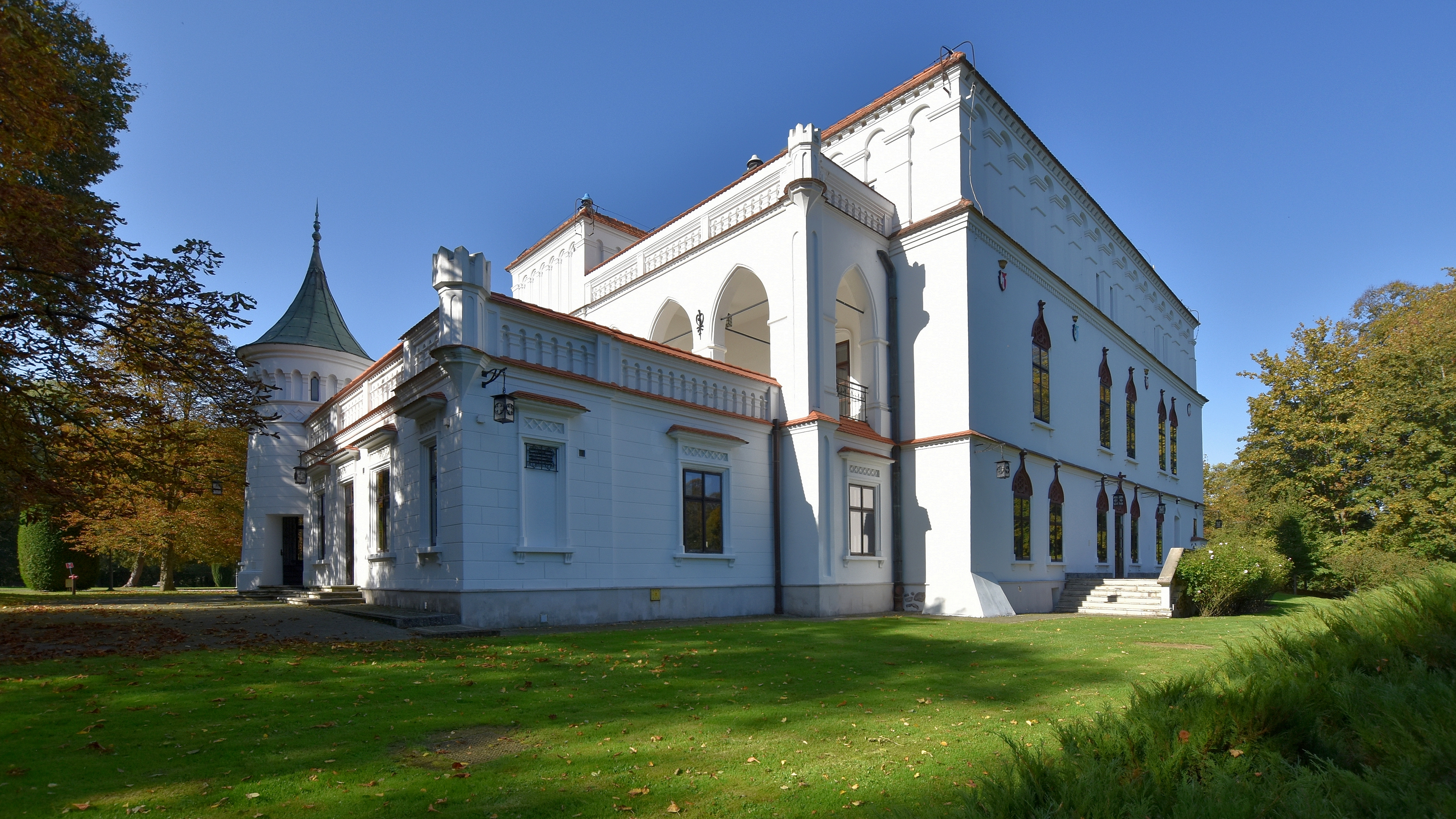
Elewacja ogrodowa
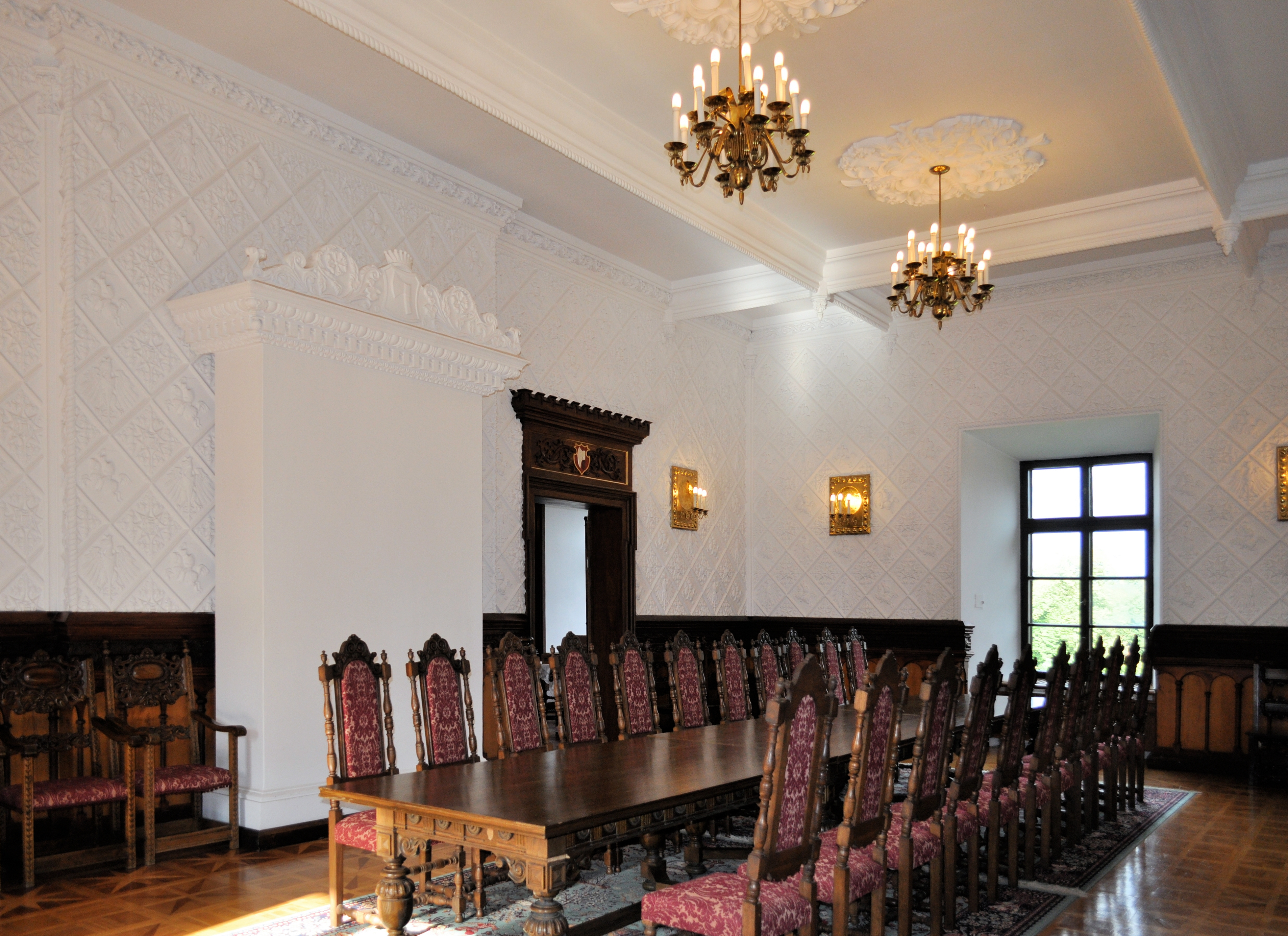
Jedno z wnętrz
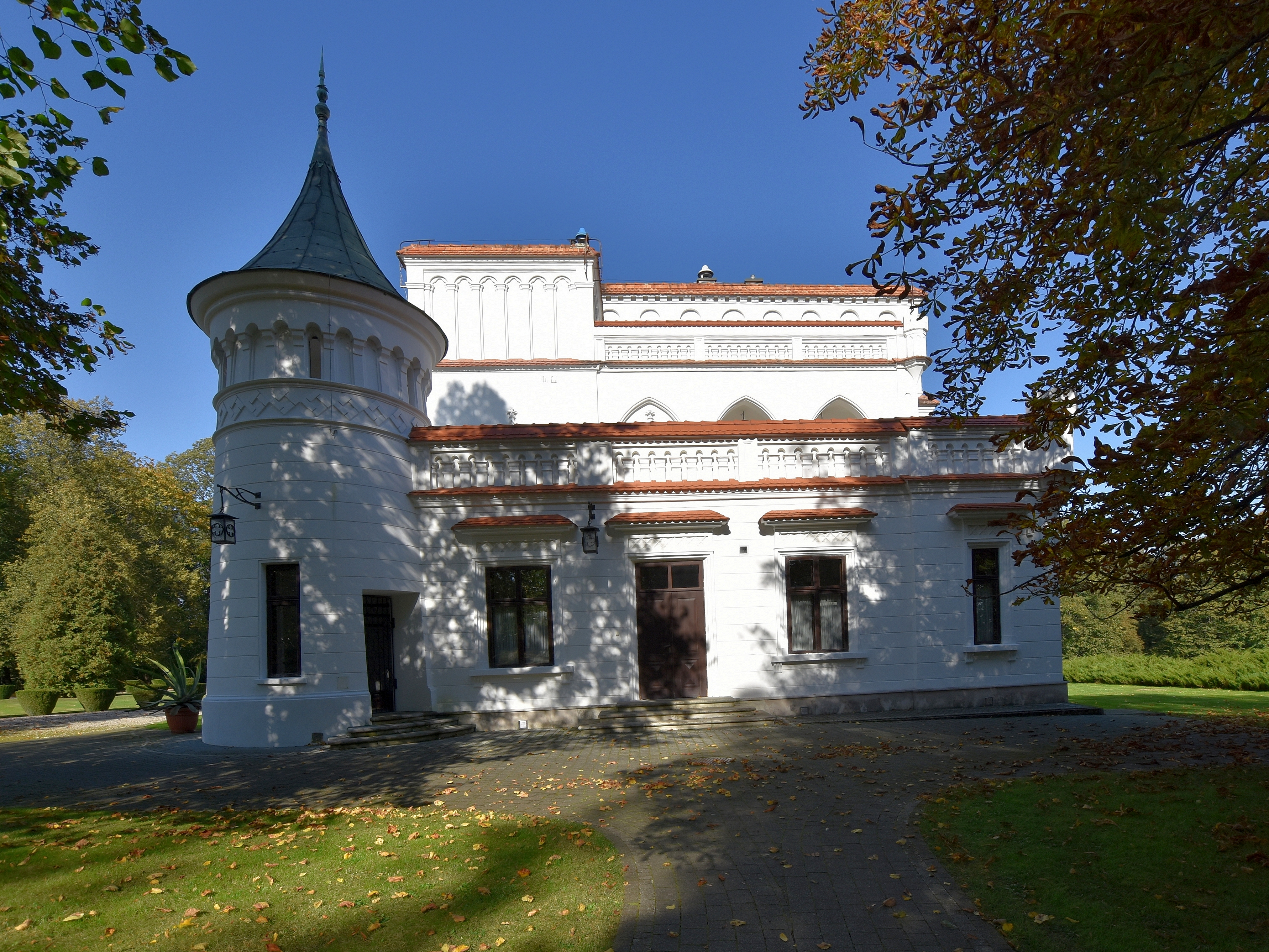
Elewacja boczna
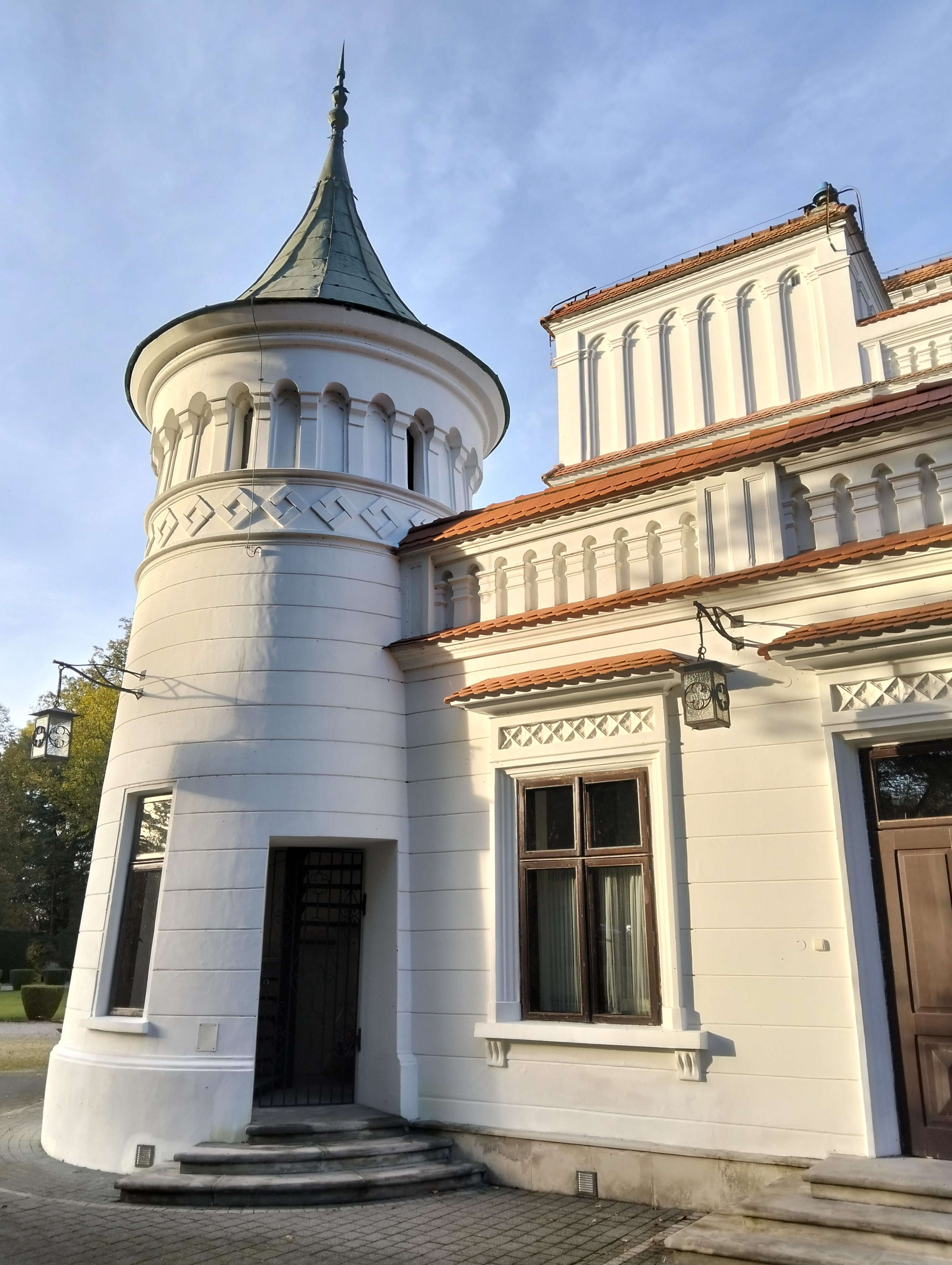
Wieża południowa